# Confluência (sistemas de reescrita de termos)
A confluência é uma propriedade de sistemas de reescrita de termos definida do seguinte modo: dado um sistema de reescrita de termos R e um termo t neste sistema, a escolha de uma das regras de R a ser aplicada sobre t não modificará o resultado obtido pela reescrita de t, isto é, não importa as regras escolhidas a serem aplicadas, pois a escolha de diferentes regras sempre resultará em um elemento comum atingido a partir de cada escolha possível para reescrita do termo.

## Exemplos como motivação
Considere as regras básicas da aritmética. Podemos pensar nestas regras como um sistema de reescrita de termos. A expressão {\displaystyle (11+9)\times (2+4)} pode ser reescrita de duas maneiras: simplificando inicialmente a primeira expressão entre parêntese ou a segunda. Simplificando a primeira expressão, teremos: {\displaystyle 20\times (2+4)\,=\,20\times 6\,=\,120}. Simplificando a segunda, temos: {\displaystyle (11+9)\times 6\,=\,20\times 6\,=\,120}. Obtemos o mesmo resultado da reescrita do termo de duas maneiras diferentes. Isto sugere que o sistema de reescrita formado pela aritmética básica é um sistema de reescrita de termos confluente.

## Definição

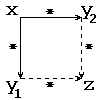
Figura 1: definição de confluência.

Considere um sistema de redução abstrato (A,{\displaystyle \rightarrow }). Dados {\displaystyle x_{1},\,x_{2}\in \,A}, dizemos que {\displaystyle \,x_{1}} e {\displaystyle \,x_{2}} são ligáveis se {\displaystyle \exists z\,\in A} tal que {\displaystyle x_{1}\,\rightarrow \,z} e {\displaystyle x_{2}\,\rightarrow \,z}.  Definimos ainda {\displaystyle \rightarrow ^{=}} como o fecho reflexivo de {\displaystyle \rightarrow }, {\displaystyle \rightarrow ^{+}} como o fecho transitivo de {\displaystyle \rightarrow },  e {\displaystyle \rightarrow ^{*}} como o fecho transitivo e reflexivo de {\displaystyle \rightarrow }.  Dizemos que (A,{\displaystyle \rightarrow }) é confluente se para quaisquer {\displaystyle x,\,y_{1},\,y_{2}\in \,A} se {\displaystyle y_{1}\,\leftarrow ^{*}\,x\,\rightarrow ^{*}\,y_{2}} então {\displaystyle \,y_{1}} e {\displaystyle \,y_{2}} são ligáveis. Isto quer dizer que para cada elemento x que se reduza a dois outros elementos, sempre existirá um quarto elemento comum ao qual estes dois últimos elementos podem ambos ser reduzidos.
Podemos definir diagramaticamente a propriedade de confluência (figura 1) onde as linhas sólidas do diagrama representam a quantificação universal e as linhas tracejadas representam a quantificação existencial. A figura 1 representa a definição de confluência conforme descrito anteriormente e podemos interpretar a figura 1 do seguinte modo: {\displaystyle \forall \,x,\,y_{1},\,y_{2}\,\in \,A.\,\exists z\,\in \,A.\,\,x\,\rightarrow ^{*}y_{1}} e {\displaystyle \,x\,\rightarrow ^{*}y_{2}\,\,\Rightarrow \,\,y_{1}\,\rightarrow ^{*}z} e {\displaystyle \,y_{2}\,\rightarrow ^{*}z}. Esta notação será usada no restante das figuras presentes neste artigo.

## Outras Propriedades Relacionadas
Existem também outras propriedades mais fracas ou equivalentes à confluência: semi-confluência, confluência forte, confluência fraca, propriedade diamante e a propriedade de Church-Rosser.

### Propriedade de Church-Rosser
A propriedade de Church-Rosser garante que para um sistema de redução abstrato {\displaystyle (A,\rightarrow )} e {\displaystyle x,y,z\,\in A} se temos {\displaystyle x\,\leftrightarrow ^{*}y} então x e y são ligáveis. Isto é, sempre que existir uma cadeia de redução iniciada por x levando a um termo y e também existir uma cadeia de redução iniciada por y levando a x então existirá um elemento z tal que existe uma cadeia de redução iniciada por x levando a z e existe uma cadeia de redução iniciada por y levando a z.
A propriedade de Church-Rosser é equivalente à propriedade de confluência, ou seja, um sistema de redução abstrato é confluente se e somente ele é Church-Rosser.
Tal propriedade foi usada pelo teorema de Church-Rosser para demonstrar a confluência do cálculo lambda.

### Semi-Confluência

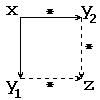
Figura 2: definição de semi-confluência.

Dado um sistema abstrato de redução (A,{\displaystyle \rightarrow }) dizemos que um elemento x pertencente a A é semi-confluente se e somente se {\displaystyle y_{1}\,\leftarrow x\,\rightarrow ^{*}y_{2}}  então existe um elemento z pertencente a A tal que {\displaystyle y_{1}\,\rightarrow z\,e\,y_{2}\,\rightarrow z}. Se todos os elementos de A são semi-confluentes então dizemos que (A,{\displaystyle \rightarrow }) é semi-confluente.
Um elemento semi-confluente não é necessariamente confluente, mas um sistema abstrato de redução semi-confluente é sempre confluente.
Na figura 2 podemos visualizar a definição diagramática de semi-confluência.

### Confluência Local ou Confluência Fraca

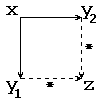
Figura 3: definição de Confluência Local.

Um sistema abstrato de redução é localmente confluente se e somente se {\displaystyle y_{1}\,\leftarrow \,x\,\rightarrow \,y_{2}} então {\displaystyle y_{1}} e {\displaystyle y_{2}} são ligáveis. Isto é, sempre que a partir de um elemento x pudermos chegar a um elemento {\displaystyle y_{1}} e a {\displaystyle y_{2}} com um passo de redução, eles alcançarão um elemento comum a partir de uma cadeia de derivação iniciada por eles.
Na figura 3 podemos visualizar a definição diagramática de confluência local.
Confluência local é uma propriedade mais fraca que confluência. No entanto, caso o sistema abstrato de redução seja terminante e também seja localmente confluente então o sistema abstrato de redução também será confluente (lema de Newman).

### Confluência Forte

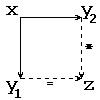
Figura 4: definição de confluência forte.

Um sistema abstrato de redução é fortemente confluente se e somente se {\displaystyle y_{1}\,\leftarrow \,x\,\rightarrow \,y_{2}} então existe z tal que {\displaystyle y_{1}\,\rightarrow ^{*}\,z\,\leftarrow ^{=}\,y_{2}}. Isto é, sempre que a partir de um elemento x pudermos chegar a um elemento {\displaystyle y_{1}} e a um elemento {\displaystyle y_{2}} com um passo de redução, {\displaystyle y_{1}} e {\displaystyle y_{2}} alcançarão um elemento comum z sendo que {\displaystyle y_{1}} alcançará z a partir de uma cadeia de derivação iniciada por {\displaystyle y_{1}} e {\displaystyle y_{2}} alcançará z por um passo de redução ou {\displaystyle y_{2}} é igual a z.
Na figura 4 podemos visualizar a definição diagramática de confluência forte.
Todo sistema abstrato de redução fortemente confluente também é confluente. Está propriedade pode ser usada com o auxílio do seguinte teorema segundo o qual: dado dois sistemas de redução abstratos {\displaystyle (A,\rightarrow _{1})} e {\displaystyle (A,\rightarrow _{2})} se {\displaystyle \rightarrow _{1}\,\subseteq \,\rightarrow _{2}\,\subseteq \,\rightarrow _{1}^{*}} e {\displaystyle (A,\rightarrow _{2})} for fortemente confluente, então {\displaystyle (A,\rightarrow _{1})} é confluente.

### Propriedade Diamante

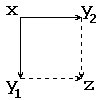
Figura 5: definição da propriedade diamante.

Um sistema de redução abstrato possui a propriedade diamante se e somente se {\displaystyle y_{1}\,\leftarrow \,x\,\rightarrow \,y_{2}} então existe z tal que {\displaystyle y_{1}\,\rightarrow \,z\,\leftarrow \,y_{2}}. Isto é, para todo elemento x os seus sucessores diretos se reduzem a um elemento comum.
Na figura 5 podemos visualizar a definição diagramática da propriedade diamante.
Claro que a propriedade diamante é mais forte que todas as outras, logo se um sistema possui a propriedade diamante ele também é confluente e fortemente confluente. Outro fato interessante é que um sistema abstrato de redução (A,{\displaystyle \rightarrow }) é confluente se e somente se {\displaystyle \rightarrow ^{*}} possui a propriedade diamante.